# Опутне Рудине
Опутне Рудине су предио од више села на западу Црне Горе. Читавом својом површином припада општини Никшић. Дугачка је око 40, а широка у просјеку 6 km. Простире се правцем југозапад-сјевероисток (уз границу са БиХ). Са источне стране се налазе Бањани. Почиње са селом Мируше и завршава се са Горњим Црквицама. Опутну Рудину чине села: Мируше, Коравлица, Кљаковица, Видне, Почековићи, Враћеновићи, Пилатовци, Вучи До, Врбица, Ковачи, Убла, Доње Црквице и Горње Црквице. Тло је брдовито и безводно. Кишница се чува у чатрњама и убловима. Клима је континентална. Живи се углавном од земљорадње и сточарства. Домаћинства су већином старачка. Опутна Рудина је препознатљива по бици на Вучијем Долу са Турцима 1876. године и по насељу и ублу Турунташ чијој се води по легенди приписују нека чудна својства. У воде Турунташа Црногорци су сакрили топ од Аустроугара. Разој овог краја је више него занемарен. Има трагова праисторијског, илирског и римског доба. Први писани трагови за ове крајеве датирају још из 1319. године. Берлинским конгресом је и званично проглашена као територија Црне Горе. Ова област се у Земљопису Књажевине Црне Горе објављеног на Цетињу 1895. године наводи као племе Рудине које припада Никшићкој нахији.
- Привреда је веома слабо развијена. Становништво се бави ратарством, сточарством, сјечом дрва за огријев и производњом добара за своје потребе. Трговина је сведена на мале и ријетке сеоске продавнице. Воћарство није развијено.
- Флора је разноврсна. Међу биљним врстама има ендема. Најзаступљенији су лишћари (граб, јасен, цер, дријен, буква, глог, јасика, бреза, липа, лијеска, ...) и има нешто мало четинара (јела, смрча, сомина и клека). На овом подручју има доста љековитог биља (глог, липа, линцура, кантарион, ђурђевак, боквица, спориш, дивља метвица, љубичица, вријесак, срчаник, коприва, црни сљез, шипурак, гљиве, ...).
- Фауна: Животињски свијет дијелимо на домаће животиње (говеда, овце, козе, коњи, свиње и кокошке), дивље животиње (медвјед, вук, зец, лисица, јазавац, дивља свиња, срна, вјеверица, ласица, дивља мачка, куница, јеж, ...), птице (врабац, врана, славуј, косовац, шева, сврака, орао, сова, дјетлић, ласта, сојка...), и разни инсекти.
- Братства: Албијанић, Алексић, Бановић, Баћовић, Бјелетић, Бјелица, Вујовић, Вукајловић, Гњатовић, Гудељ, Глушац, Ђедовић, Ждрале, Иковић, Инић, Јарамаз, Кецојевић, Комар, Комненић, Краљевић, Кртолица, Лалићевић, Малишић, Мићуновић, Милошевић, Мујичић, Мусић, Николић (Будалић), Новаковић, Папић, Пејовић, Перишић, Перућица, Полић, Радмиловић, Рогач, Сворцан, Томашевић, Уљаревић, Цуца, Шапурић, Шекарић, Шупић и Шутовић.